# Paradise Hills (film)
Paradise Hills, distribuito in Italia per lo streaming col titolo Le colline del paradiso, è un film del 2019 diretto da Alice Waddington.
È stato presentato in anteprima mondiale al Sundance Film Festival 2019 il 26 gennaio ed è stato distribuito il 1º novembre 2019 da Samuel Goldwyn Films. La pellicola, opera prima della regista, è interpretata da Emma Roberts, Danielle Macdonald, Eiza González, Milla Jovovich e Jeremy Irvine.
La vicenda è liberamente tratta dal romanzo La fabbrica delle mogli di Ira Levin.

## Trama
Al suo matrimonio, Uma brinda con i suoi ospiti, i quali si complimentano con lei per il suo nuovo atteggiamento. Più tardi, si trova a letto con suo marito, Son, che le fa notare di essere molto più ubbidiente di prima.
Due mesi prima, Uma si sveglia in una strana stanza prima di rendersi conto di essere intrappolata su un'isola chiamata Paradise. Scappa dai suoi rapitori, ma viene catturata da Amarna. Le viene spiegato che è stata mandata in una sorta di centro di cura per giovani donne ribelli, nel suo caso perché ha rifiutato una proposta di matrimonio che sua madre vuole che accetti.  Uma diventa amica delle sue compagne di stanza Chloe e Yu e stringe amicizia con Amarna, una nota cantante che non rispetta gli ordini imposti dal suo team di manager.
Mentre Uma si adatta alla vita sull'isola, il suo ragazzo dalla terraferma, Markus, arriva sull'isola fingendo di essere un inserviente e promettendole di poterla salvare. La gelosa Amarna dice ad Uma di fare attenzione e rivela che i suoi ammiratori le hanno portato di nascosto una barca a remi, che lei e Uma possono usare per andarsene. Prima che possano mettere in atto il loro piano, ad Amarna viene comunicata la conclusione del suo percorso nella struttura. Prima di andarsene, Amarna svela che le ragazze vengono drogate attraverso il latte servito quotidianamente, in modo che dormano tutta la notte.
Dopo un trattamento durante il quale Uma è costretta a guardare un video raffigurante vecchie notizie sul suicidio del padre, si ribella ma viene drogata, svegliandosi due settimane dopo. La duchessa, che gestisce Paradise, informa Uma che tornerà a casa il giorno successivo.  Profondamente insospettita, Uma decide di fuggire con Chloe e Yu. Prima che possano scappare, Yu nella notte viene portata via dagli inservienti per il trattamento finale. Quando Uma e Chloe cercano di salvarla, i medici provano a ucciderle. Uma, Chloe e Yu, gravemente ferita, riescono a fuggire uccidendo o stordendo i medici.
Si imbattono in una sala di controllo dove scoprono che la loro terapia non ha lo scopo di riabilitarle, ma di clonarle. La protagonista scopre che Markus non ha mai avuto intenzione di salvarla, ma è stato usato per determinare il suo comportamento in situazioni romantiche. Mentre le ragazze scappano dalle guardie, si ritrovano in una stanza dove incontrano i loro cloni: donne di povere condizioni sociali che hanno subito pesanti interventi chirurgici e hanno studiato per comportarsi come versioni più ubbidienti delle donne che stanno sostituendo. Yu muore e Uma lascia il suo amuleto di memoria di suo padre al suo clone, dicendole che se vuole davvero essere lei, deve avere vissuto la morte di suo padre e portarsi dentro il dolore che comporta.
Uma e Chloe si fanno strada in un giardino pieno di piante fatiscenti, dove vedono i corpi senza vita delle ex ragazze di Paradise intrecciati tra le foglie, tra cui anche Amarna. Chloe sparisce stranamente e dopo pochi passi Uma vede la Duchessa nutrirsi del corpo di Chloe, che dopo aver notato la presenza di Uma, la lega con dei rami cercando di ucciderla, ma la sua clone arriva sul luogo e si finge la vera Uma per distrarre la Duchessa in modo che la protagonista possa pugnalarla. Uma e il suo clone, Ana, riescono ad uccidere la duchessa e a fuggire grazie alla barca a remi. Il clone rivela che non può tornare alla sua vita precedente e quindi le due preparano un piano. Ana ritorna dalla ricca famiglia di Uma e sposa Son. Durante la prima notte di nozze, rimane al piano di sotto mentre Uma va da Son nella camera da letto e lo seduce, pugnalandolo prima che possano avere rapporti sessuali. Ana è esente dalla colpa poiché era al piano di sotto con molti testimoni nel momento in cui è avvenuto l'omicidio. Ana "scopre" il corpo di Son e urla chiedendo aiuto, ora pronta a vivere la sua vita da ricca vedova. Uma, dopo aver consumato la sua vendetta, fugge nella notte.

## Distribuzione
La distribuzione italiana è avvenuta il 1º ottobre 2020; in altri paesi come USA e Spagna la distribuzione della pellicola è avvenuta già nel corso del 2019.

## Accoglienza

### Incassi
Globalmente, il film ha incassato circa 374.100 dollari al botteghino.

### Critica
Sull'aggregatore di recensioni Rotten Tomatoes, Paradise Hills ha ottenuto un indice di gradimento del 64% e un punteggio di 6,4 su 10 sulla base di 59 recensioni.